# Aylin Urgal
Aylin Urgal˙(Istanbul), je turska pop pjevačica.

## Diskografija
- Nerelerdeydin - Paran Pulun Senin Olsun, (1975.)
- Sen Yarattın Beni - Nedir Bu Halin, (1976.)
- Sevgili Dostum - Sakın Ağlama Ardından, (1978.)